# معاون وزیر دفاع در آموزش، فناوری و لجستیک
معاون وزیر دفاع در آموزش، فناوری و لجستیک (انگلیسی: Under Secretary of Defense for Acquisition, Technology and Logistics)  یک تصدی‌گری غیرنظامی در وزارت دفاع آمریکاست که نقش مشاور در آموزش فناوری و لجستیک برای وزیر دفاع را دارد.